# Friedrich-Wilhelm Kurze
Friedrich-Wilhelm Kurze (* 5. Juli 1891 in Stralsund; † 1945) war ein deutscher Vizeadmiral der Kriegsmarine.

## Leben
Die Familie Kurze stammte ursprünglich aus Thüringen, kam dann aber nach Berlin. Hier heiratete Kurze in die alteingesessene Berliner Familie Windler ein. Kurze war Vater von sechs Kindern. Sein Sohn, Dietrich, wurde später Professor an der FU Berlin. 1931 zog die Familie nach Wilhelmshaven.
Friedrich-Wilhelm Kurze trat am 1. April 1910 in die Kaiserliche Marine ein. Bis Mai 1918 diente er als Leutnant zur See und später als Wachoffizier auf der Rheinland. Am 22. März 1916 war er zum Oberleutnant zur See befördert worden und war bei der Skagerrakschlacht am 31. Mai 1916 schwer verwundet worden. Ab Mai 1918 war er bis Kriegsende als Wachoffizier auf der Schlesien. Am 24. November 1919 wurde er mit dem Charakter als Kapitänleutnant aus der Marine verabschiedet und am 9. September 1920 mit der Beförderung zum Kapitänleutnant für die Reichsmarine reaktiviert. Als Korvettenkapitän (Beförderung am 1. Dezember 1928) war er in der Nautischen Abteilung im Oberkommandos der Kriegsmarine und unternahm in dieser Position mit der Meteor als Kommandant im März/April 1933 die dritte Untersuchungsfahrt des Schiffes, worüber er 1935 publizierte.
Am 1. Oktober 1935 wurde er zum Kapitän zur See befördert und war bis Oktober 1939 Chef der Nautischen Abteilung im Oberkommandos der Kriegsmarine. Nachdem durch die Teilnehmer der Deutschen Antarktischen Expedition 1938/39 unter der Leitung Alfred Ritschers ein Gebirge entdeckt worden war, wurde dieses nach ihm Kurzegebirge genannt.
Von Oktober 1939 bis Dezember 1944 war er Chef der Amtsgruppe Nautik (AH) im Marinekommandoamt; später wurde daraus Skl H und 6/Skl. In dieser Position wurde er am 1. März 1942 zum Vizeadmiral befördert. Von Dezember 1944 bis Februar 1945 war Kurze beurlaubt. Am 12. Februar 1945 wurde ihm das Deutsche Kreuz in Gold verliehen. Am 28. Februar 1945 wurde er z.V. gestellt.
Kurze geriet in sowjetische Kriegsgefangenschaft.

## Werke (Auswahl)
- Wie eine Seekarte entsteht. Mittler, 1932
- Nordmeerfahrten der Reichsmarine. Reimer, Berlin, 1935.